# Усадьба Малинина
Усадьба Малинина или Усадьба Зеленских (укр. Садиба Малініна, укр. Садиба Зеленських) — двухэтажное здание в Киеве по улице Александра Конисского (бывшее название — Тургеневская), 22, построенное в конце 19 века из дерева и обложенное кирпичом. Одна из старейших построек на улице Конисского и последнее деревянное здание улицы. Входит в «Список исторических домов, нуждающихся в дополнительной защите» (их запрещено сносить или реконструировать). Одно из двух зданий из «охранного списка» городского головы Виталия Кличко, которое пытались уничтожить украинские застройщики с начала полномасштабного российского вторжения на территорию Украины.
19 июля 2024 года усадьба была снесена.

## История
Здание было построено в конце XIX века как усадьба купца и профессора Василия Николаевича Малинина. Василий Малинин владел усадьбой минимум двадцать лет. Четыре года, начиная с 1911 вплоть до 1915 года в усадьбе проживала семья мещанина и почётного гражданина Евмена Никитича Зеленского.
Усадьба имеет признаки историзма и неоренессанса. Она выполнена в сдержанных формах и содержит декор, моделируемый в кирпиче. Сочетанием треугольных и полуциркульных сандриков над окнами создает некую динамичность фасада, опирающегося на небольшие пилястры, которые образуют оконные наличники.
Изначально строение было одноэтажным. В конце 1980-х — начале 1990-х годах над ним надстроили мезонин.
С ноября 2015 года собственниками здания значатся Егор Сибилев и Михаил Гречко, которые в суде пытаются получить от Департамента градостроительства и архитектуры Киевской горгосадминистрации градостроительные условия и ограничения на проектирование реконструкции данного здания.
В 2017 году компания «Сервит» прямо рядом с историческим трёхэтажным зданием возвела 11-этажный жилой комплекс «Тургеневъ». Учредителями компании «Сервит» являются представители Донецка: Владимир Заруба и Валерий Квасов. Директор ЖК «Тургеневъ» — Виктор Троянчук, работающий с Михаилом Голицей (экс-депутатом Киевского городского совета) и Николаем Негричем (депутат Киевского городского совета 7-8 созывов и зять Голицы).
В 2018 году попыталась снести усадьбу Зеленских, чтобы расширить свой комплекс второй очередью. По информации краеведа Антона Короба, в этом году поломали левое крыло, чтобы обеспечить проезд в новостройку во двор. После общественного резонанса уничтожение усадьбы остановили.
В конце июля 2021 года на территории усадьбы начали демонтажные работы. Напротив усадьбы снесли другое здание. В июле застройщик начал разбирать крышу усадьбы. 31 августа 2021 года здание было внесено в «Список Кличко» по культурному наследию. В августе 2021 года в нарушение закона застройщик продолжил демонтажные работы. С сентября 2021 года здание входит в список из 119 охраняемых объектов. В сентябре 2021 года привезли и тяжелую технику. 17—18 октября 2022 года строительство продолжалось несмотря на запуск российских дронов-камикадзе, воздушные тревоги и комендантский час. После вызова полиции 18 октября строительство было приостановлено. В октябре 2021 года распоряжением Департамента городского благоустройства КГГА был демонтирован строительный забор, так как он был незаконный, а против застройщика было открыто два уголовных производства по статьям 298 и 356 УК Украины.
Впоследствии было выдано разрешение на реконструкцию здания, но 6 июля 2022 года депутат Киевсовета Ксения Семенова от фракции «Слуга народа» призвала мэра Киева Виталия Кличко обратить внимание на неверное решение и уволить зарегистрировавших сообщение о начале строительных работ чиновников. 12 июля 2022 Шевченковский районный суд Киева в ответ на ходатайство окружной прокуратуры наложил арест на участок. В августе 2022 года Киевская городская прокуратура опять наложила арест на усадьбу, а суд запретил реконструкцию здания. 7 ноября 2022 года Киевский апелляционный суд продлил запрет строительных работ по данному адресу.
19 февраля 2024 года была написана петиция № 12870 «Сохранить историческую Усадьбу Зеленских!», которая набрала 6042 при нужных 6000 голосах.
27 февраля 2024 года депутат Киевсовета Дмитрий Белоцерковец написал прокуратуре по поводу «самовольных работ» отметив, что разрешений на снос у строителей нет.
28 марта 2024 года вопрос здания обсуждался на консультативном совете Департамента охраны культурного наследия КГГА. Дмитрий Перов отмечает, что члены совета заострили внимание на том, что Василий Малинин в Киевской духовной академии (КГА) и Киевском университете преподавал русский язык. Это действие столетней давности было расценено как русификация киевской молодежи. На основании данного факта совет Департамента охраны культурного наследия КГГА усомнился в рациональности предоставления усадьбе охранного статуса. Сторонники сноса опровергают тезис, что проблема только в преподавании языка. Они усиливают тезис русского языка дополняя, что преподавание русского языка «может и не является в наших глазах безнадежно компрометирующим», но «в большом наследии Василия Малинина мы не находим чего-то отличного от имперского курса» и из-за того, что диссертация Василия Малинина была по теме «Старец Елеазарова монастыря Филофей и его послания», а сам старец назвал Москву «Третим Римом» и посему здание надо снести. Консультативный совет при Департаменте охраны культурного наследия КГГА принял решение выяснить у института Национальной памяти Украины, попадает ли усадьба Зеленских 1890 года постройки под требования Закона о дерусификации из-за того, что её первый владелец был русскоязычным. Если решат, что дом можно снести подведя под Закон о дерусификации из-за того, что первый владелец был русскоязычным, то тогда можно будет снести много исторических киевских зданий.
Активист и юрист Дмитрий Перов 30 марта 2024 года отметил, что ради попытки уменьшить историческую ценность здания на нем застройщик вывесил плакат о якобы «не ценности и не историчности здания». Более того, застройщик попытался преподнести желание сноса исторического здания тем, что оно портит инвестиционный климат города. В связи с незаконными действиями фирмы «Сервит» Киевская городская прокуратура возбудила уголовное производство № 12021105100003147 по факту умышленного повреждения и разрушения усадьбы. Кроме того украинскими правоохранительными органами был наложен арест на участок. При всем этом застройщик продолжал попытки уничтожения исторического здания.